# الحرب البورمية السيامية (1547-1549)
الحرب البورمية السيامية (1547–1549) (بالبورمية: ယိုးဒယား-မြန်မာစစ် (၁၅၄၇–၄၉)‏ (بالتايلندية: สงครามพม่า-สยาม พ.ศ. 2090–2092)‏ هي أول حرب اندلعت بين سلالة تاونغو البورمية ومملكة أيوثايا في سيام، وهي أول حربٍ من سلسلة الحروب البورمية السيامية التي استمرت حتى منتصف القرن التاسع عشر. تُشتهر الحرب بكونها أول حربٍ تشهد وصول الأسلحة الحديثة المبكرة إلى المنطقة. تُعرف أيضًا في التاريخ التايلندي بكونها الحرب التي قُتلت فيها الملكة السيامية سوريوتاي على فيلها الحربي أثناء إحدى المعارك، وغالبًا ما يُشار إلى هذا الصراع في تايلاند بـالحرب التي أدت إلى فقدان الملكة سورويوتاي (بالتايلندية: สงครามคราวเสียสมเด็จพระสุริโยไท).
ادعي أن ذريعة الحرب هي محاولة بورما توسيع حدودها شرقًا عقب أزمة سياسية في أيوثايا، والسعي وراء إيقاف توغل سيام نحو ساحل تانينثاري العلوي. بدأت الحرب، وفقًا للبورميين، في شهر يناير من عام 1547 عندما احتلت القوات السيامية بلدة تافوي (داوي) الحدودية. في وقت لاحقٍ من ذاك العام، استعادت القوات البورمية تحت قيادة الجنرال ساو لغوان إين الساحل العلوي لتانينثاري وصولًا إلى بلدة تافوي. في العام التالي، وتحديدًا في شهر أكتوبر، غزا الملك تابينشويهتي ونائبه بينانغ كياوهتين ناورهتا برفقة 3 جيوش بورمية دولة سيام عبر ممر المعابد الثلاثة. شقّت القوات البورمية طريقها حتى وصلت إلى العاصمة، وهي مدينة أيوثايا، لكنها لم تستطع الاستيلاء على المدينة المحصنة بشدة. بعد شهر من الحصار، كسرت القوات السيامية وهجماتها المضادة الحصار، وطردت القوات الغازية. لكن البورميين خاضوا محادثات حول تأمين انسحاب آمنٍ لهم مقابل السماح بعودة نبيلين سياميين مهمين (وهما وريث العرش الأمير راميسوان والأمير تاماراشا أمير فيتسانولوك) أسرتهما بورما سابقًا.
استطاعت سيام الحفاظ على استقلالها لـ15 عامًا عن طريق الدفاع الناجح عن أراضيها. لكن الحرب لم تنته. أُجبرت سيام إثر الغزو البورمي التالي عام 1563 على الاستسلام في شهر فبراير من عام 1564، وأصبحت أيوثايا دولة تابعة لبورما لأول مرة في تاريخها.

## خلفية تاريخية

### صعود سلالة تاونغو
كانت بورما في القرن الخامس عشر مقسمة إلى أربعة مراكز قوى رئيسة: مملكة أفا التي تشكل بورما حاليًا، ومملكة هانثاوادي على الساحل الجنوبي، مملكة ماروكيو (أراكان) في الغرب، وعددٍ من ممالك شعب شان في الشرق والشمال. بدءًا من ثمانينيات القرن الخامس عشر، بدأت مملكة أفا التفكك لتشكّل ممالك أصغر. بحلول بداية القرن الخامس عشر، كانت الممالك التابعة للملكة أفا –مثل مونين (وحلفائها اتحاد دول شان) في الشمال ومملكة بياي في الجنوب– تغيْر بشكل منتظم على أراضي أسيادها السابقين، وبتواتر وكثافة متزايدين.
خلال فترة الاضطراب تلك، أعلن مينغي نيو، وهو حاكم تاونغو –إحدى المناطق الصغيرة المتموضعة على الزاوية الجنوبية الشرقية لمملكة أفا– الاستقلال في عام 1510، وظلّ بعيدًا عن الصراع الطاحن على مرّ الأعوام التالية. عندما سقطت أفا بيد قوات الاتحاد ومملكة بياي عام 1527، فهرب الكثير من الناس إلى تاونغو، المنطقة الوحيدة في بورما العليا التي تعيش في سلام.
في عام 1530، خلف تابينشويهتي البالغ من العمر 15 عامًا والده مينغي نيو في منصب الملك. ساهم الاستقرار في تاونغو في جذب القوة العاملة من المناطق المجاورة، تحديدًا عقب عام 1533 عندما فصل الاتحاد حليفه السابق، مملكة بياي. أصبحت تاونغو الصغيرة المملكة الوحيدة التي يحكمها شعب بورما الأصلي، وتحيط بها ممالك أكبر بكثير. لحسن حظ تاونغو، شتت أمورٌ كثيرة الاتحاد، مثل الخلافات الداخلية بين الزعماء. بينما عانت مملكة هانثاوادي، أقوى مملكة من بين جميع الممالك التي تلت مملكة باعان، من ضعفٍ في القيادة. لذا قرر تابينشويهتي ألا ينتظر تحوّل أنظار الممالك الكبير إليه.
في عام 1534، أطلق تابينشويهتي ونائبه بينانغ كياوهتين ناورهتا، البالغان من العمر حينها 18 عامًا، أول حملة عسكرية ضد هانثاوادي. كانت تلك الحملة أول جزء من سلسلة الحروب التي شنتها تاونغو، والتي طوّقت لاحقًا الأراضي الداخلية الوسطى والغربية لجنوب شرق آسيا ودامت 80 عامًا. بين عامي 1538 و1539، استولت المملكة الجديدة على عاصمة هانثاوادي، وهي مدينة بيغو، ثم استولت على مارتابان (موتاما) وماولاميين في شهر مايو من عام 1541. تشارك البورميون والسياميون، لأول مرة على الإطلاق، الحدود الواقعة على ساحل تانينثاري العلوي.
على مر الأعوام الستة اللاحقة، انشغلت تاونغو بقتال حلفاء هانثاوادي، مثل مملكة بيامي (1542) والاتحاد (1542–1544)، وماروكيو حليفة مملكة بياي (1546–1547). في عشية الحرب السيامية عام 1547، سيطرت تاونغو على منطقة بورما السفلى من باغان في الشمال وحتى ماولاميين في الجنوب.

### أزمة في أيوثايا
كان الملك تشايراتشا، ملك أيوثايا، سليل آل سوفانفاوم، وهي العائلة التي استولت على سيام من سلالة أوتهونغ عام 1409. وصل تشايراتشا إلى العرش عام 1533 عقب استيلاءه على العرش من ابن أخيه فرا راتساداثيرات البالغ من العمر حينها 5 أعوام، والذي لم يحكم سوى 4 أشهر. كان والد الصبي هو الملك بوروم راتشاثيرات الرابع، الأخ غير الشقيق للملك تشايراتشا. لاحقًا، أُعدم الملك الصغير على يد عمه. توفي الملك تشايراتشا عام 1546 بعدما حكم البلد 13 عامًا، وترك العرش لابنه البالغ من العمر حينها 11 عامًا، الأمير كايوفا، والذي نُصب ملكًا واتخذ الاسم يوتفا.
لم يكن الملك الجديد بالغًا ليحكم العرش بمفرده، لذا استلمت أمه منصب الوصي على العرش، وأمه هي أبرز محظيات الملك تشايراتشا، واسمها سي سوداتشان، وتنحدر من عائلة أوتهونغ الملكية. كان الأمير ثيانراتشا من المطالبين بالعرش، وهو الأخ غير الشقيق لتشايراتشا ونائب الملك (أو أوباراجا). انسحب الأمير ثيانراتشا إلى أحد الأديرة ليصبح كاهنًا، ويتجنب دسائس البلاط الملكي والخلاف مع سي سوداتشان. يُقال أن سوداتشان خاضت علاقة جنسية خارج نطاق الزواج مع عشيقها وراونغتساتيرات، قبل وفاة الملك السابق، ووراونغتساتيرات هو حارس الكنيسة الملكية أو الدير داخل قصر أيوثايا الملكي. وثّق فرناو مندش بنتو، وهو مستكشف برتغالي عاصر تلك الفترة، عددًا من الادعاءات القائلة أن سي سوداتشان سممت زوجها لتفرض سيطرتها على العرش، وربما لتعيد آل أوتهونغ إلى السلطة. هناك أمور تدعم تلك الادعاءات، فأمرت سوداتشا مثلًا بإعدام عددٍ كبيرٍ من المسؤولين البارزين، من بينهم وزير الدفاع الكبير في السن ورفيع الرتبة، واستبدلتهم بآخرين موالين لها. وُثّق أيضًا حَمْل سوداتشان وولادتها طفلة، وبما أنها لم تستطع إخفاء هذا السر، ورتّبت انقلابًا للإطاحة بابنها ووضع عشيقها على العرش. نُصب وراونغتساتيرات ملكًا (أو خون). يُقال أن الملك اليافع يوتفا ربما مات بعد الحكم عليه بالإعدام، أو مات مسمومًا على يد والدته.
كان عهد وراونغتساتيرات قصيرًا. فخلال 42 يومًا، تآمر عدد من النبلاء والمسؤولين الحكوميين في أيوثايا لخلعه عن العرش. قاد الخون فيرن ثوراثب المتآمرين، وهو سليل ملوك سوكوتاي من ناحية والده، وعلى علاقة بالملك تشايراتشا من ناحية والدته. أُغري مغتصب العرش بالخروج من أمان قصره ليتجه نحو الأدغال، فُخدع حينها على أمل اصطياد فيلٍ كبير. سار زورق ملكي أمام الملك وسي سوداتشان وابنتهما الرضيعة، لكن الخون فيرن ثوراثب نصب كمينًا، واستطاع قتل الثلاثة. دُعي الأمير ثيانراتشا على الفور لمغادرة جماعة سانغا البوذية وتبوأ العرش، ليصبح الملك ماها تشاكرافات.